# Benoît Marfaing
Pour les articles homonymes, voir Marfaing.
Pas d'image ? Cliquez ici

a Compétitions nationales et continentales officielles uniquement.

Dernière mise à jour le 30 janvier 2019.
Benoît Marfaing, né le 30 avril 1983 à Foix (Ariège), est un joueur français de rugby à XV évoluant au poste de demi de mêlée. Il se reconvertit ensuite en tant qu'entraineur.

## Biographie
Originaire de Foix, Marfaing commence le rugby au Sporting club appaméen (Pamiers) en Ariège. En 1999, à 16 ans il rejoint le centre de formation de Colomiers. À la suite de bonnes performances il rejoint les Espoirs du Stade toulousain avec lesquels il est champion de France. Cependant il n'est pas jugé suffisant pour intégrer l'équipe première.
À 21 ans, il part alors pour Toulon. Il fera une trentaine d'apparitions avec le club varois notamment en Top 14. Mais avec le rachat du RCT et l'arrivée massive de stars, il n'a plus sa place et part pour Bayonne. Il n'arrive cependant à percer et ne fera que 4 petites apparitions. Il part alors en Fédérale 1 d'abord à Aix, puis Valence d'Agen où il ne restera qu'un an à chaque fois. Il signe finalement en 2010 dans la Nièvre à l'USO Nevers en Fédérale 1 avec l'ambition de faire monter le club en Pro D2.
Il devient manager général du SC Pamiers en 2016 qu'il contribue à faire remonter en Fédérale 1, il sera cependant remercié en mars 2020.

## Carrière
- 1989-1998 : SC Pamiers
- 1999-2001 : US Colomiers
- 2001-2004 : Stade toulousain
- 2004-2007 : RC Toulon
- 2007-2008 : Aviron bayonnais
- 2008-2009 : Pays d'Aix RC
- 2009-2010 : Avenir valencien
- 2010-2014 : USO Nevers

## Palmarès
- Champion de France de Pro D2 : 2005
- Champion de France Espoirs : 2003
- Champion de France Juniors Reichel : 2002
- Vainqueur du challenge Gaudermen : 2001